# Myrmécotrophie

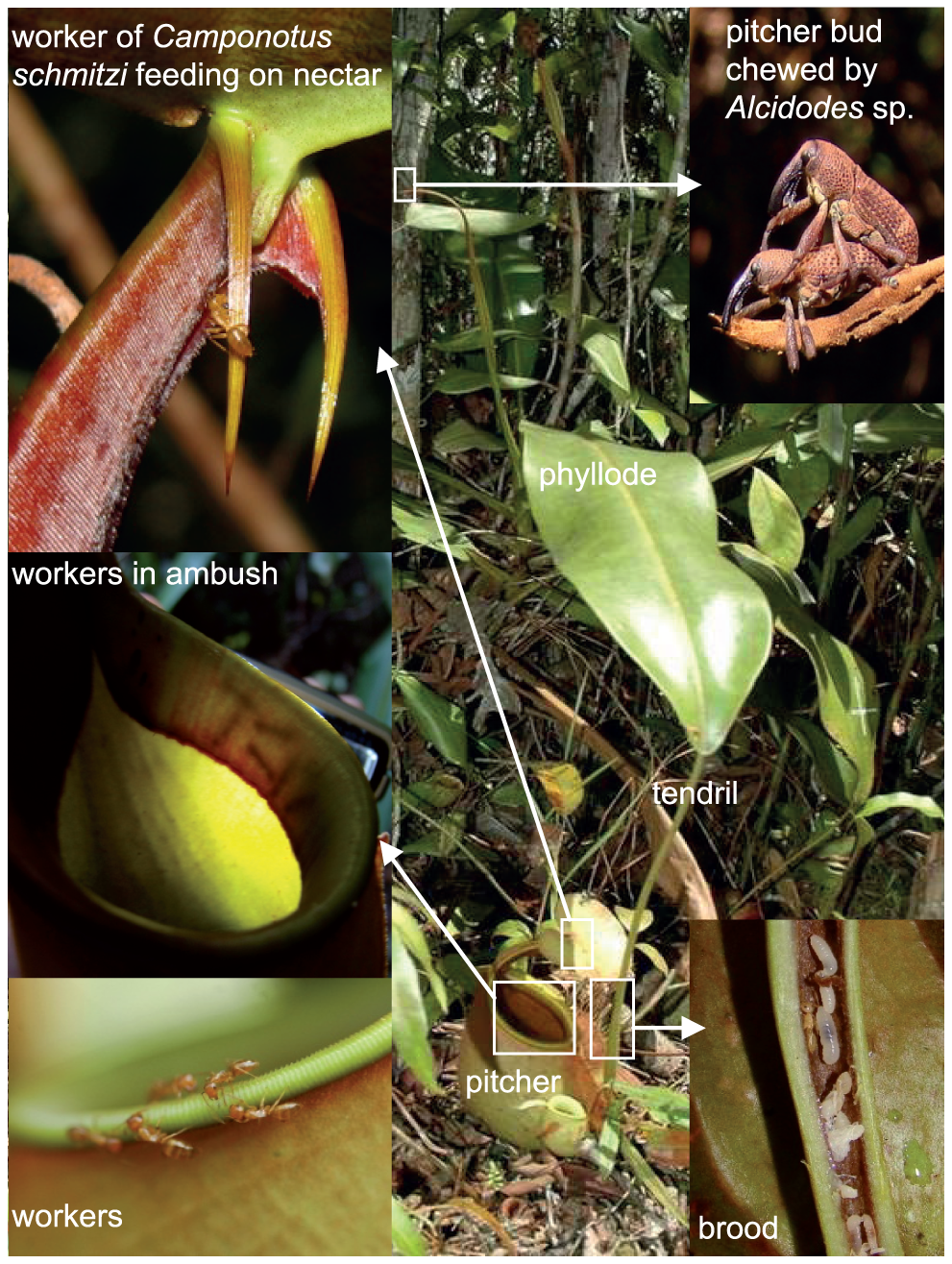
La fourmi Camponotus schmitzi en association symbiotique avec son hôte myrmécotrophique, Nepenthes bicalcarata.

La myrmécotrophie est une forme de symbiose dans laquelle une espèce végétale obtient des nutriments à partir des fourmis qui lui sont associées. Ces nutriments peuvent être contenus dans le sol, la litière et les déjections des insectes. 

## Origine du terme

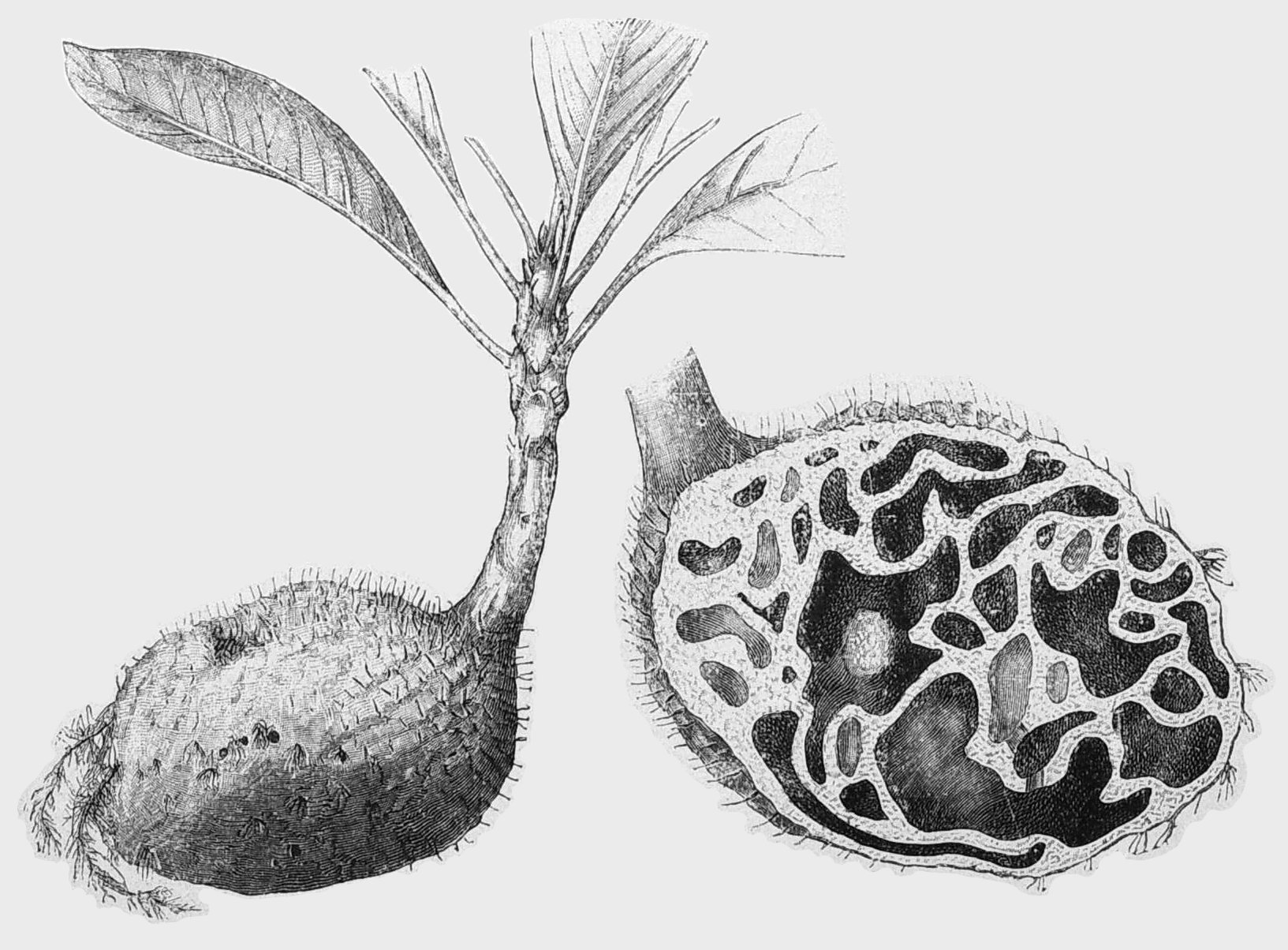
Hydnophytum formicarum, une espèce myrmécophile bénéficiant de nutriments fournis par des fourmis symbiotes.

Le terme « myrmécotrophie » a été popularisé par van der Pijl, dans un article paru en 1955. Initialement, il désignait le phénomène par lequel certaines plantes fournissent des ressources alimentaires aux fourmis. Depuis, la signification du terme a été, en quelque sorte, renversée. En effet, il désigne maintenant l'apport de nutriments aux plantes par les fourmis.
Le biologiste Daniel H. Janzen (en), dans une série d'articles publiés entre 1965 et 1975, a documenté les interactions entre certaines espèces végétales et leurs fourmis associées. Il a notamment remarqué que la fourmi Iridomyrmex myrmecodiae dépose les restes de ses proies dans des cavités des caudex des plantes Hydnophytum formicarium et Myrmecodia tuberosa. Dans d'autres cavités de ces mêmes organes, les fourmis disposent et élèvent leurs larves. Notant des différences dans les tissus formant les parois des deux types de cavités, Janzen a posé l'hypothèse selon laquelle les parois des cavités où sont placées les larves ne sont pas formées de tissus absorbants, tandis que celles des cavités où sont jetés les cadavres auraient une fonction absorbante. Cette fonction permettrait à la plante d'obtenir des nutriments issus de la décomposition des restes de proies. 
Quelques années plus tard, des analyses menées à l'aide de marqueurs radioactifs ont montré que les plantes absorbent effectivement différents nutriments provenant non seulement des proies de fourmis, mais aussi des excréments de ces dernières,.